# Rasahus sulcicollis
Rasahus sulcicollis är en insektsart som först beskrevs av Jean Guillaume Audinet Serville 1831.  Rasahus sulcicollis ingår i släktet Rasahus och familjen rovskinnbaggar. Inga underarter finns listade i Catalogue of Life.